# Long Hồ (huyện)
Long Hồ là một huyện cũ thuộc tỉnh Vĩnh Long, Việt Nam.

## Địa lý
Huyện Long Hồ nằm ở phía bắc của tỉnh Vĩnh Long, bị sông Tiền chia cắt thành hai khu vực, bao bọc 3 mặt bởi thành phố Vĩnh Long, có vị trí địa lý:
- Phía đông giáp huyện Mang Thít và huyện Chợ Lách, tỉnh Bến Tre
- Phía tây giáp thành phố Vĩnh Long và huyện Châu Thành, tỉnh Đồng Tháp
- Phía nam giáp huyện Tam Bình
- Phía bắc giáp huyện Cái Bè và huyện Cai Lậy thuộc tỉnh Tiền Giang.

Huyện Long Hồ có diện tích là 196,34 km², dân số năm 2021 là 168.691 người, mật độ dân số đạt 859 người/km².

### Địa hình
- Thuộc miền phù sa sông nước Cửu Long (hạ lưu sông Mê Kông), có nước ngọt quanh năm.
- Đất đai tương đối bằng phẳng, có nhiều sông ngòi, ao, hồ, mương, rạch; có đất cù lao, bãi bồi và cồn mới nổi,...

### Khí hậu - thủy văn
Khí hậu nhiệt đới gió mùa, mực thủy văn tăng giảm trên sông trong năm tương đối đều hoà, bão lũ triều cường có ảnh hưởng nhưng mức độ không lớn như các khu vực khác, nhiệt độ phần lớn dao động từ 32 °C - 37 °C.

## Hành chính
Huyện Long Hồ có 14 đơn vị hành chính cấp xã trực thuộc, bao gồm thị trấn Long Hồ (huyện lỵ) và 13 xã: An Bình, Bình Hòa Phước, Đồng Phú, Hoà Ninh, Hòa Phú, Lộc Hòa, Long An, Long Phước, Phước Hậu, Tân Hạnh, Thanh Đức, Thạnh Quới, Phú Quới.

## Lịch sử
Thời chúa Nguyễn, Long Hồ là dinh thuộc châu Định Viễn. Dinh Long Hồ rất rộng, bao trùm hầu như cả vùng Đồng bằng Sông Cửu Long ngày nay: từ Bến Tre, qua Trà Vinh, sang Sa Đéc, Cần Thơ, An Giang, Cà Mau đến tận Hà Tiên thuộc Kiên Giang.
Vào Thời Gia Long, Long Hồ ngày nay thuộc huyện Vĩnh Bình, phủ Định Viễn, trấn Vĩnh Thanh. Triều Minh Mạng, đất này thuộc tỉnh Vĩnh Long. Thời Pháp thuộc, Long Hồ thuộc hạt thanh tra Định Viễn, sau là hạt Vĩnh Long, đến ngày 1 tháng 1 năm 1900 thì thuộc tỉnh Vĩnh Long. Từ ngày 25 tháng 1 năm 1908, địa bàn huyện Long Hồ và thành phố Vĩnh Long ngày nay thuộc quận Long Châu, tỉnh Vĩnh Long.
Ngày 9 tháng 2 năm 1917, quận Long Châu đổi thành quận Châu Thành. Ngày 11 tháng 8 năm 1942, trung tâm quận Châu Thành được tách ra thành lập làng tỉnh lỵ Long Châu. Sau 30 tháng 4 năm 1975, quận Châu Thành, tỉnh Vĩnh Long đổi thành huyện Châu Thành Tây, tỉnh Cửu Long, khi đó gồm có 11 xã: An Bình, An Đức, Bình Hòa Phước, Đồng Phú, Lộc Hòa, Long Phước, Phú Quới, Tâm Long, Tân Hạnh, Tân Hòa và Tân Ngãi.
Ngày 11 tháng 3 năm 1977, huyện Châu Thành Tây nhập với huyện Cái Nhum và 2 xã Hòa Hiệp, Hậu Lộc của huyện Tam Bình thành huyện Long Hồ, bao gồm 16 xã: An Bình, An Đức (trung tâm huyện), An Phước, Bình Hòa Phước, Bình Phước, Chánh Hội, Đồng Phú, Hòa Tịnh, Lộc Hòa, Long Phước, Mỹ An, Nhơn Phú, Phú Quới, Tâm Long, Tân Hạnh và Tân Long Hội, riêng 2 xã Tân Hòa và Tân Ngãi được sáp nhập vào thị xã Vĩnh Long (nay là thành phố Vĩnh Long). Ngày 15 tháng 9 năm 1981, chia xã Tâm Long thành 2 xã: Thanh Đức và Long Mỹ.
Ngày 29 tháng 9 năm 1981, tách 9 xã: An Phước, Chánh Hội, Tân Long Hội, Nhơn Phú, Mỹ An, Hoà Tịnh, Bình Phước và Long Mỹ để thành lập huyện Mang Thít.
Huyện Long Hồ còn lại 9 xã: An Bình, Bình Hòa Phước, Long Phước, Lộc Hòa, Tân Hạnh, Đồng Phú, An Đức, Phú Quới và Thanh Đức.
Ngày 17 tháng 4 năm 1986, Hội đồng Bộ trưởng Việt Nam ban hành Quyết định số 44/HĐBT. Theo đó:
- Tách các xã An Bình, Bình Hòa Phước, Đồng Phú, Thanh Đức, Tân Hạnh (trừ ấp An Hiệp và 1/2 ấp Phước Bình), và xã Long Phước (gồm ấp Phước Hanh, Phước Ngươn A, 1/2 ấp Phước Lợi A và 4/5 ấp Phước Lợi B) thuộc huyện Long Hồ để sáp nhập vào thị xã Vĩnh Long.
- Sáp nhập huyện Mang Thít vào huyện Long Hồ.

Từ đó, huyện Long Hồ bao gồm 12 xã: An Đức, An Phước, Chánh Hội, Bình Phước, Nhơn Phú, Lộc Hòa, Long Phước, Long Mỹ, Hòa Tịnh, Mỹ An, Tân Long Hội và Phú Quới.
Ngày 23 tháng 11 năm 1991, thành lập thị trấn Long Hồ trên cơ sở một phần diện tích và dân số của xã An Đức. Cuối năm 1991, tỉnh Cửu Long tách thành tỉnh Vĩnh Long và tỉnh Trà Vinh, huyện Long Hồ thuộc tỉnh Vĩnh Long. Ngày 13 tháng 2 năm 1992, tách một số xã của huyện Long Hồ để tái lập huyện Mang Thít; chuyển 6 xã: Đồng Phú, An Bình, Bình Hòa Phước, Phước Hậu, Tân Hạnh và Thanh Đức của thị xã Vĩnh Long về huyện Long Hồ quản lý. Huyện Long Hồ bao gồm thị trấn Long Hồ và 10 xã: An Đức, Lộc Hòa, Long Phước, Phú Quới, Đồng Phú, An Bình, Bình Hòa Phước, Phước Hậu, Tân Hạnh, Thanh Đức.
Ngày 1 tháng 8 năm 1994, giải thể xã An Đức và thành lập các xã mới:
- Chia xã An Đức thành 2 xã: Long An và Phú Đức.
- Thành lập xã Hòa Ninh trên cơ sở điều chỉnh một phần diện tích và dân số của 3 xã: An Bình, Đồng Phú và Bình Hòa Phước.
- Thành lập xã Hòa Phú trên cơ sở điều chỉnh một phần diện tích và dân số của xã Lộc Hòa.
- Thành lập xã Thạnh Qưới trên cơ sở điều chỉnh một phần diện tích và dân số của xã Phú Qưới.

Ngày 28 tháng 9 năm 2024, Ủy ban Thường vụ Quốc hội ban hành Nghị quyết số 1203/NQ-UBTVQH15 về việc sắp xếp đơn vị hành chính cấp xã của tỉnh Vĩnh Long giai đoạn 2023 – 2025 (nghị quyết có hiệu lực từ ngày 1 tháng 11 năm 2024). Theo đó, sáp nhập xã Phú Đức vào thị trấn Long Hồ.
Huyện Long Hồ có 1 thị trấn và 13 xã như hiện nay.

## Kinh tế

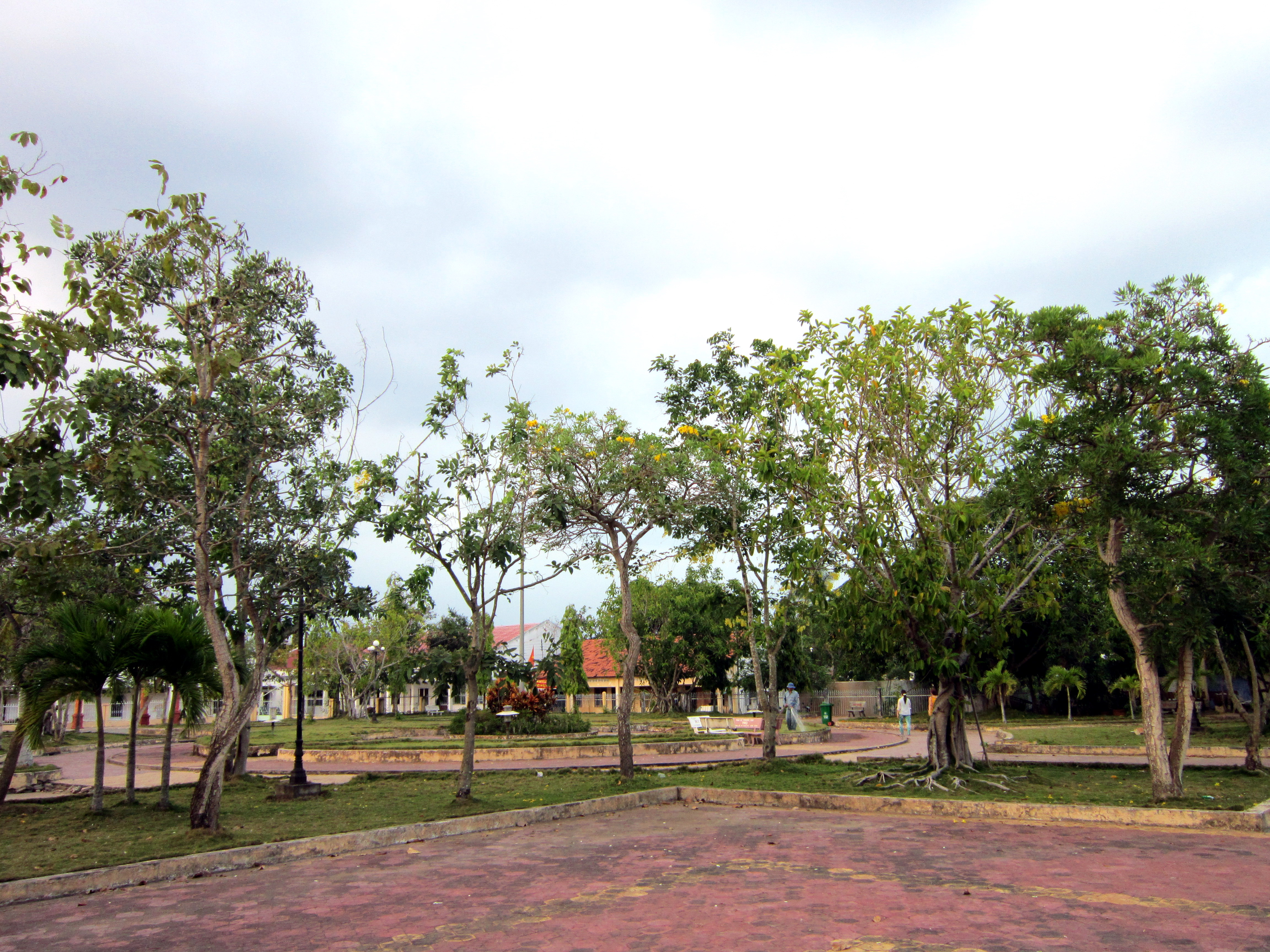
Công viên tại thị trấn Long Hồ

- Thế mạnh kinh tế của Long Hồ là nông nghiệp, trước đây, cây trồng chủ yếu của huyện là lúa và hoa màu. Huyện xác định khai thác thế mạnh thủy sản để đẩy nhanh tốc độ chuyển dịch cơ cấu kinh tế trong nông nghiệp, nông dân thực hiện các mô hình đa dạng: nuôi cá ruộng lúa, cá ao hồ, nuôi trong mương vườn….
- Là huyện nằm ven thành phố Vĩnh Long, định hướng phát triển của Long Hồ là trở thành khu, cụm công nghiệp - thương mại dịch vụ vệ tinh của thành phố. Giai đoạn 2007 - 2010, huyện Long Hồ quy hoạch sử dụng 19.298 ha diện tích đất tự nhiên cho mục tiêu phát triển kinh tế. Theo đó, diện tích đất nông nghiệp 13.066 ha, đất phi nông nghiệp 6.186 ha trong đó 1.188 ha dành cho đất ở và 2.503 ha đất chuyên dùng tập trung bố trí quy hoạch các khu sản xuất công nghiệp gốm và vật liệu xây dựng.
- Huyện tiếp tục chuyển mục đích sử dụng đất nông nghiệp sang phi nông nghiệp 1.646 ha, chuyển đổi cơ cấu sử dụng đất trong nội bộ đất nông nghiệp 1.996 ha trong đó chuyển đất chuyên trồng lúa nước sang trồng cây lâu năm 1.319 ha, đất chuyên trồng lúa nước chuyển sang đất cây hàng năm khác 422 ha và chuyển sang nuôi trồng thủy sản 67,8 ha để nâng cao giá trị sản xuất trên 1 đơn vị diện tích.
- Năm 2010, huyện Long Hồ phấn đấu thực hiện các chỉ tiêu cụ thể như: tổng giá trị sản xuất nông nghiệp, thủy sản đạt trên 1.000 ty đồng; giá trị sản xuất công nghiệp, tiểu thủ công nghiệp đạt hơn 462 tỷ đồng; tổng mức bán lẻ hàng hoá và dịch vụ tiêu dùng xã hội hơn 1.800 tỷ đồng; thu nhập bình quân đầu người đạt 14,44 triệu đồng/người/năm.
- Huyện có khu công nghiệp Hoà Phú, đã được khởi công giai đoạn 2 vào ngày 27 tháng 3 năm 2010. KCN Hòa Phú – giai đoạn II có tổng diện tích gần 130 ha, với tổng vốn đầu tư hơn 438 tỷ đồng, trong đó diện tích đất công nghiệp chiếm trên 91 ha, đất trung tâm điều hành 2,82 ha, đất công trình đầu mối kỹ thuật 02 ha, đất giao thông 18,08 ha, đất cây xanh (tập trung và cách ly) 15,96 ha.

## Giao thông
Đây cũng là địa phương có dự án Đường cao tốc Mỹ Thuận – Cần Thơ đi qua đang được xây dựng.

## Danh nhân

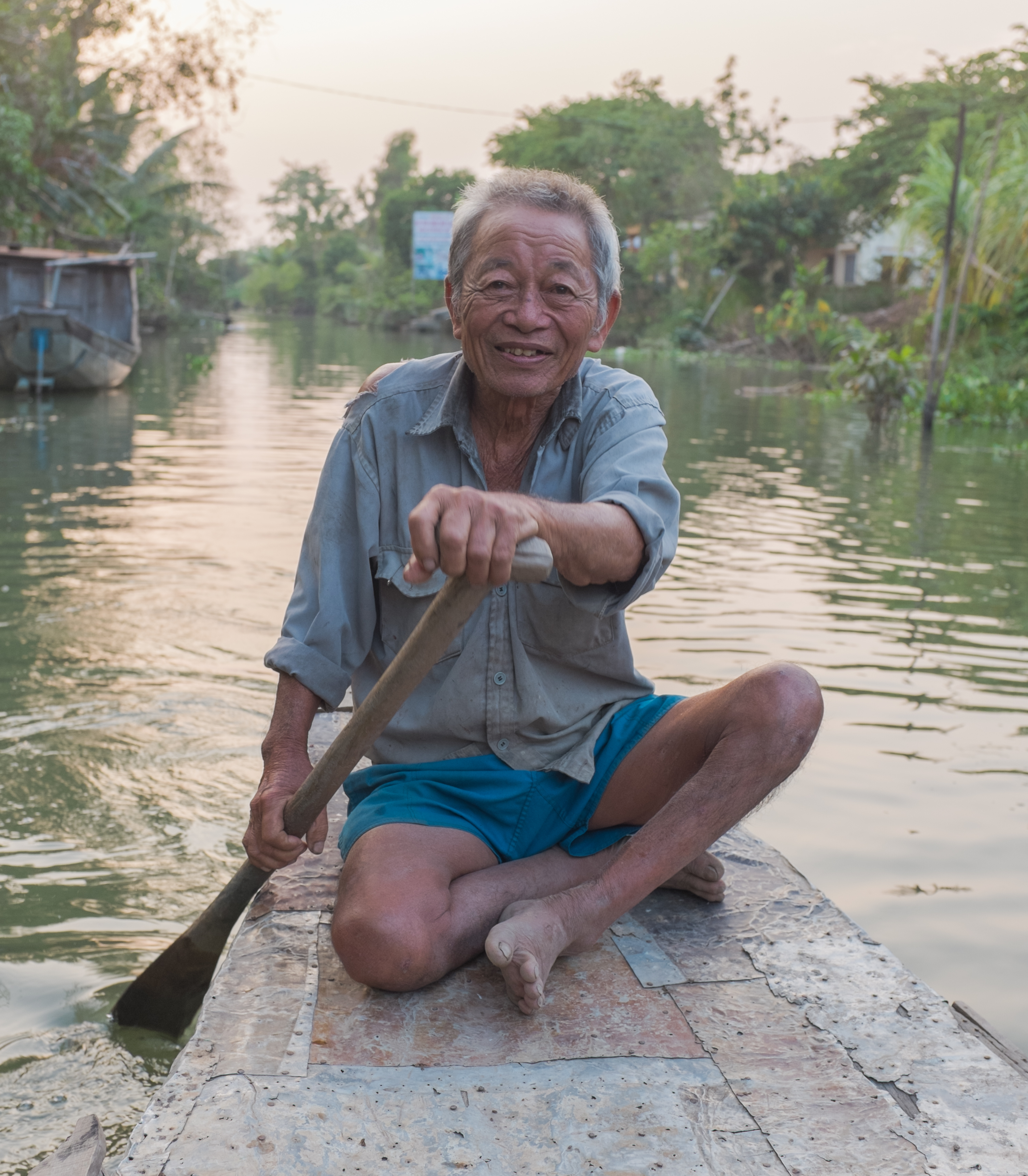
Một người dân ở An Bình, Long Hồ chèo thuyền đưa khách du lịch tham quan

- Trần Văn Hữu, cố Thủ tướng Quốc gia Việt Nam.
- Phạm Hùng, cố Chủ tịch nước Việt Nam.